# Serbiens flagga
Serbiens flagga är en trikolor i de panslaviska färgerna rött, vitt och blått. Statsflaggan med dynastin Obrenovićs vapen antogs den 5 juni 2006 och har proportionerna 2:3. Fram till delningen mellan Serbien och Montenegro 2006 användes en trikolor i samma färger, fast utan vapnet. Denna flagga används fortfarande som civil nationsflagga (serbiska: Народна застава/Narodna zastava eller "folkets flagga").

## Färger
| Scheme  | Röd        | Blå         | Gul        | Svart     |
| ------- | ---------- | ----------- | ---------- | --------- |
| Pantone | 192C       | 280C        | 123C       | X         |
| CMYK    | 0-90-70-10 | 100-72-0-19 | 4-24-95-0  | X-X-X-100 |
| RGB     | 198-54-60  | 12-64-118   | 237-185-46 | 33-35-30  |

## Historik
En liknande flagga användes också från 1882, då Serbien utropades till kungadöme, fram till 1918, då Serbien uppgick i den statsbildning som senare fick namnet Jugoslavien. När det Socialistiska federativa republiken Jugoslavien bildades efter andra världskriget lades en stjärna till i mitten av flaggan. Stjärnan togs bort 1991. Dagens flagga fastställdes officiellt som delrepubliken Serbiens flagga den 16 augusti 2004 efter en rekommendation från Serbiens parlament. När den nya författningen antogs i november 2006 blev flaggan officiellt sanktionerad (tillsammans med statsvapnet och nationalsången). Den 5 juni upplöstes unionen mellan Serbien och Montenegro efter en folkomröstningen i Montenegro. Den 8 juni 2006 hissades flaggan för första gången framför Förenta nationernas högkvarter i New York, USA.

## Andra flaggor

Presidentens flagga.
Serbisk-ortodoxa kyrkans flagga.
Serbiens nationsflagga.
Kungariket Serbiens flagga (1882-1918).
Socialistiska republiken Serbiens flagga (1947-1992).